# یواس‌اس گانستون هال (ال‌اس‌دی-۵)
یواس‌اس گانستون هال (ال‌اس‌دی-۵) (به انگلیسی: USS Gunston Hall (LSD-5)) یک کشتی بود که طول آن 457 ft 9 in (139.5 m) overall بود. این کشتی در سال ۱۹۴۳ ساخته شد.